# Parapropacris rhodoptera
Parapropacris rhodoptera är en insektsart som först beskrevs av Boris Petrovich Uvarov 1923.  Parapropacris rhodoptera ingår i släktet Parapropacris och familjen gräshoppor. Inga underarter finns listade i Catalogue of Life.